# Audi Grandsphere Concept
L'Audi Grandsphere est un concept car de Berline 4-portes de Grand tourisme électrique du constructeur automobile allemand Audi présenté en 2021 et préfigurant la prochaine génération d'A8.

## Présentation
L'Audi Grandsphere est présentée le 2 septembre 2021 lors de la première édition du salon de l'automobile de Munich.
La Grandsphere fait partie de trois concept cars présentés par Audi en 2021 avec le Skysphere et l'Urbansphere.

## Caractéristiques techniques
La Grandsphere est dotée de portes arrière à ouverture antagoniste et, comme dans la Skysphere, le volant et les pédales s'escamotent pour que les dossiers de sièges puissent s’incliner jusqu’à 60°.

### Motorisation
Le concept car est équipé de deux moteurs électriques placés chacun sur un essieu qui procurent une puissance cumulée de 530 kW (721 ch) pour un couple de 960 N m.

### Batterie
La Grandsphere reçoit une batterie d'une capacité de 120 kW fonctionnant sous 800 V.